# Pin sylvestre
Pinus sylvestris
Espèce
Classification phylogénétique
Répartition géographique
Statut de conservation UICN

 LC  : Préoccupation mineure
Le Pin sylvestre (Pinus sylvestris) est une espèce d'arbres de la famille des Pinaceae originaire d'Europe moyenne et septentrionale, d'Asie du Nord jusqu'en Sibérie orientale, ainsi que des montagnes du nord du Moyen-Orient. C'est une espèce à grande amplitude écologique et climatique, notamment l'une des plus importantes de la forêt boréale d'Eurasie.
Son bois, lorsqu'il provient d'Europe du Nord ou de Russie, est souvent commercialisé sous l'appellation « pin du Nord ». L'ancienne appellation courante avant le XXe siècle était celle de « pin de Riga ».

## Description

### Appareil végétatif
C'est un arbre élancé au long tronc nu, dont la longévité est en général de 150 à 200 ans mais qui peut exceptionnellement vivre plus de 600 ans. Il peut atteindre 40 mètres de haut mais ne dépasse pas la plupart du temps 25 mètres. Il se reconnaît notamment à la couleur orangée à gris jaunâtre dans la partie supérieure du houppier de son écorce, dans la partie haute du tronc de l'arbre adulte, les rhytidomes devenant gris en vieillissant.
La tige du jeune pin sylvestre est d'abord verte puis devient progressivement brun clair. Les bourgeons d'hiver sont ovales ou ovoïdes et font 15 millimètres de long. Ils sont rouge-brun et contiennent peu ou pas de résine.
Les feuilles sont des aiguilles de taille assez courte à moyenne, faisant de 4 à 7 cm de longueur sur les arbres adultes et souvent un peu plus sur les jeunes spécimens. Elles sont groupées par lots de deux (« géminées ») avec une gaine commune à leur base. Ces aiguilles sont assez épaisses et de couleur vert bleuté ou vert grisâtre, et sont typiquement torsadées. Au niveau microscopique, l'aiguille est constituée d'un mince hypoderme, de vaisseaux résinifères et de deux faisceaux vasculaires.

### Appareil reproducteur
Comme la plupart des conifères, cette espèce est monoïque, avec des cônes mâles et femelles distincts mais présents sur le même individu. Les cônes sont situés à la base des rameaux lorsqu'ils sont mâles, et à leur extrémité lorsqu'ils sont femelles. Ils sont solitaires ou regroupés par groupes de 2 à 5 cônes. Ils sont de forme ovoïde à conique et font de 3 à 7 cm de long pour 2-3 cm de large. D'abord d'un vert intense, ils deviennent ensuite brun-rouge. Chaque écaille du cône porte 2 ovules à sa base. Une fois le cône mûr, les écailles s'écartent les unes des autres et libèrent des graines ovoïdes de 3 à 5 mm de longueur, chacune étant dotée d'une aile qui fait trois fois sa taille : la dispersion des graines se fait alors par anémochorie.

### Composants
Dans sa biochimie aromatique entrent le tanin, la résine, l'acide primarique, l'acide primarinique, le pinipicrine, 40 % et 13 % de terpènes, Alpha-Pinène et béta-pinène, 25 à 30 % de limonène et de l'acétate de bornyle.

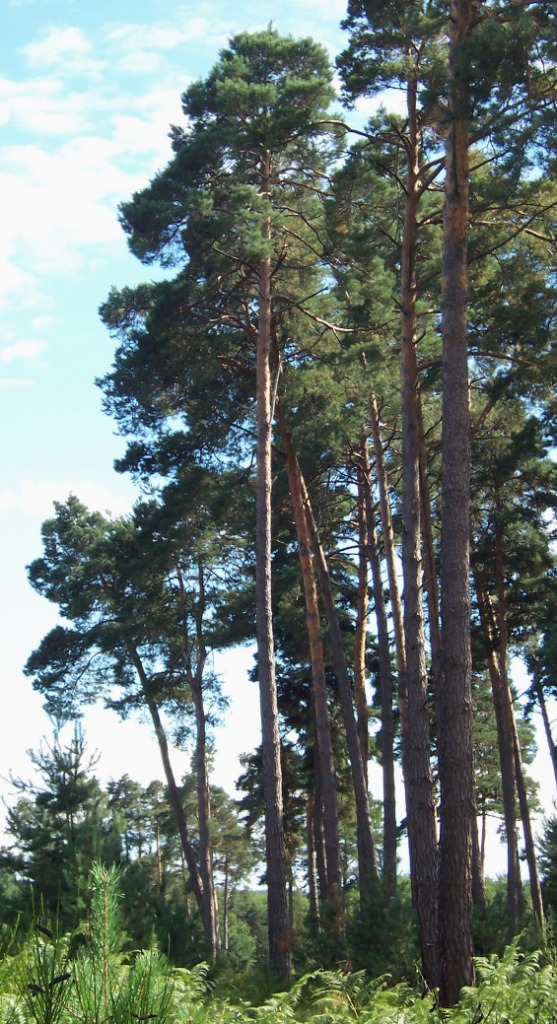
Forêt de Tronçais, France.
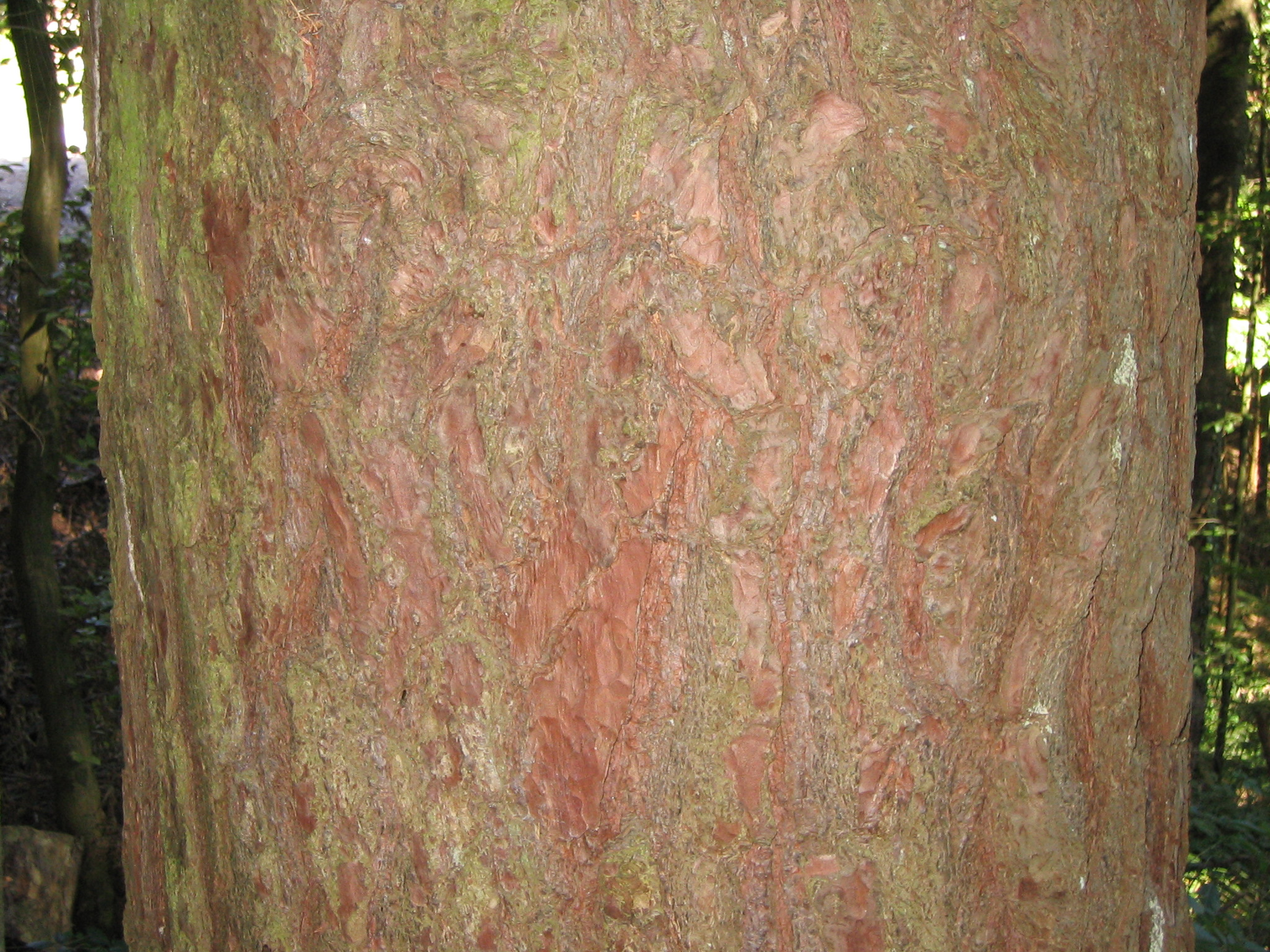
Écorce de pin sylvestre.
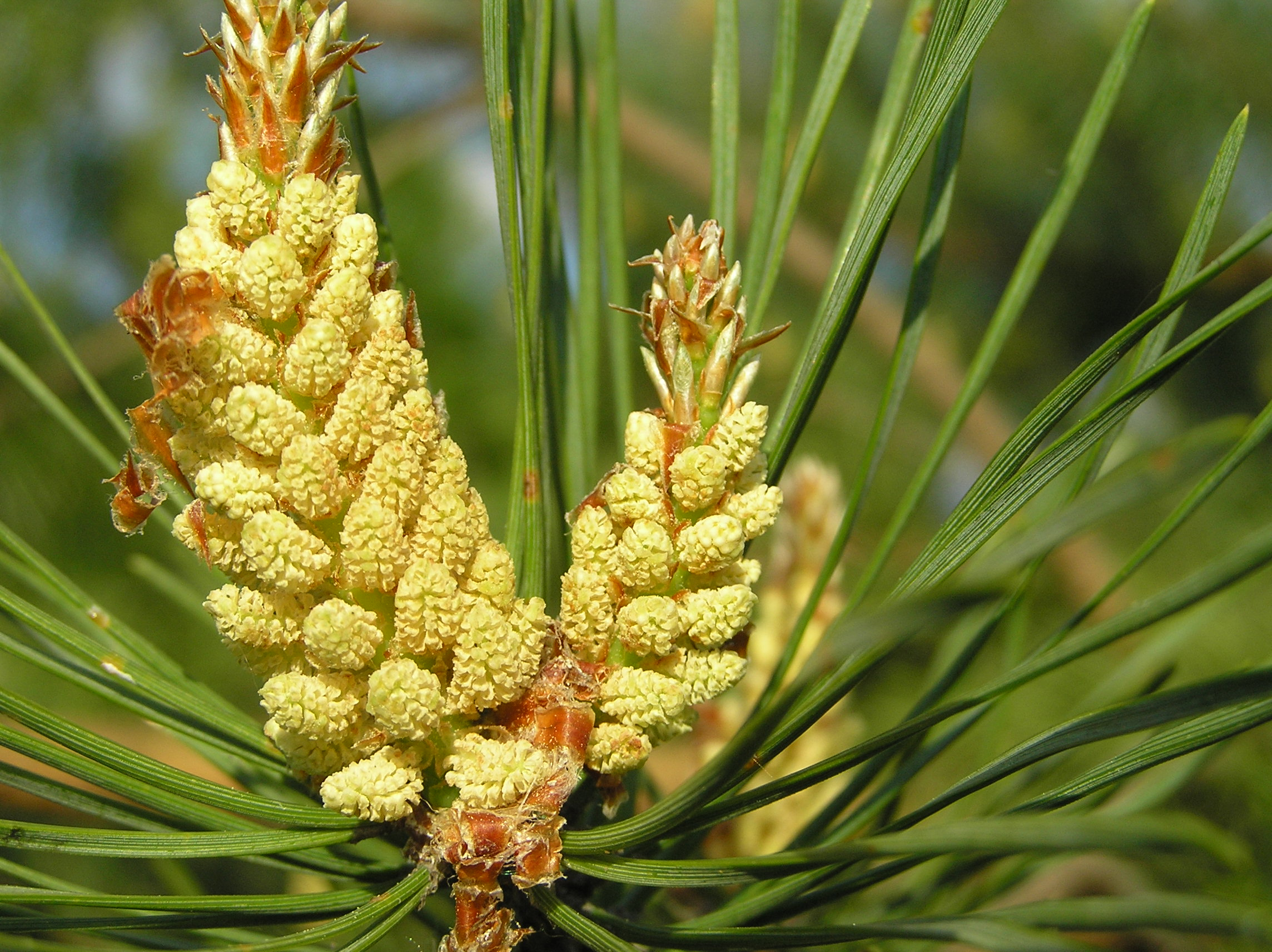
Inflorescences.
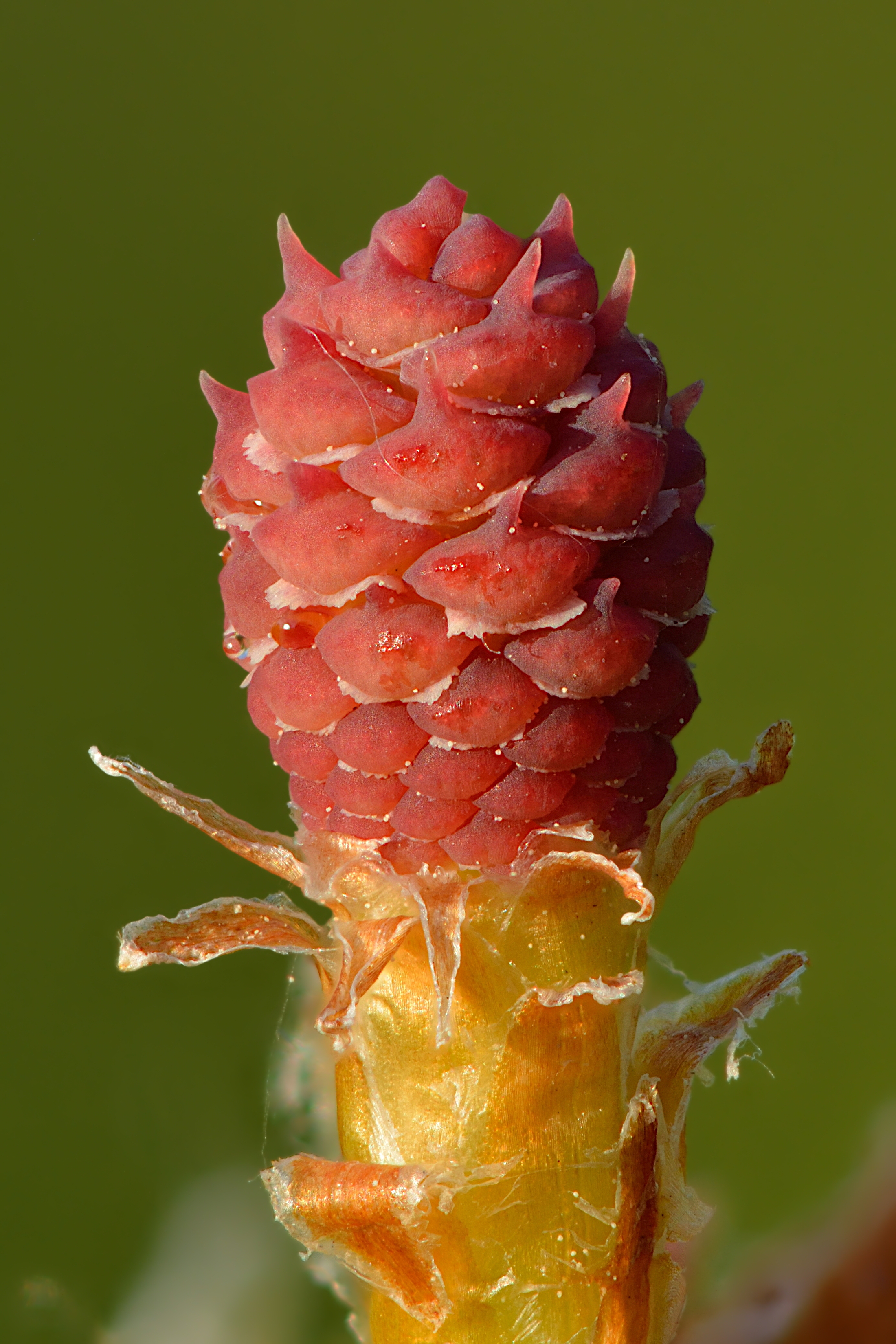
Jeune cône.
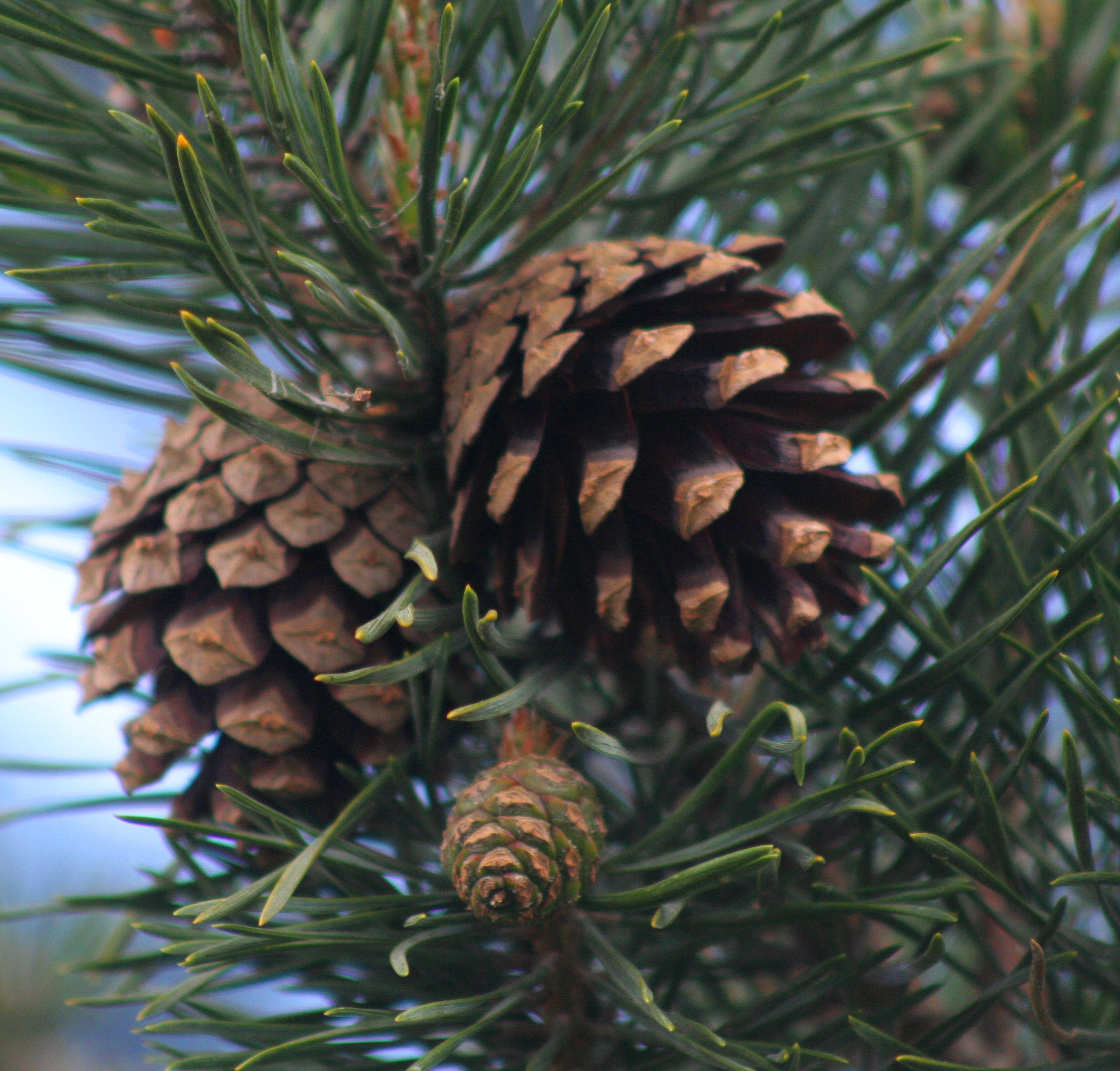
Cônes.
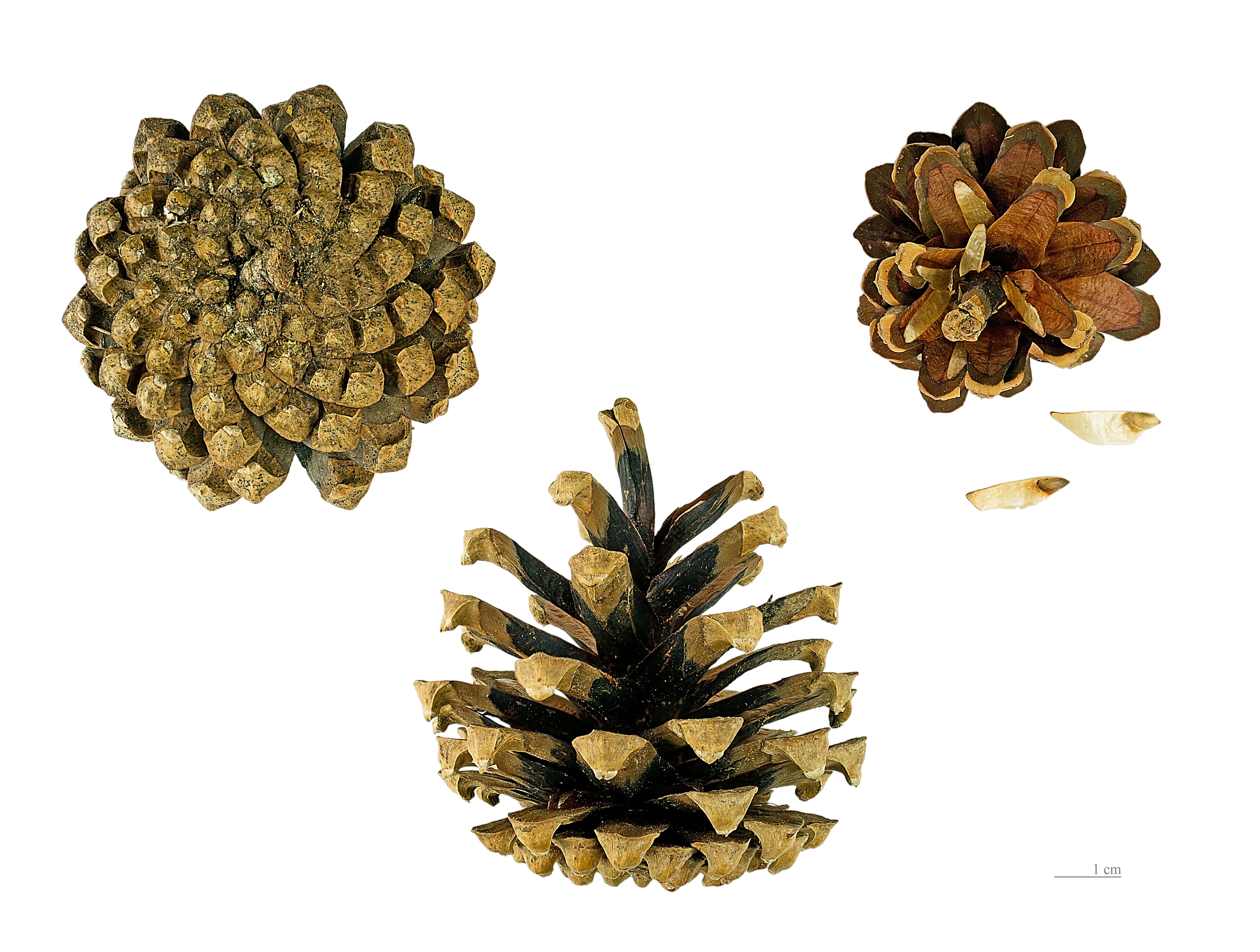
Cônes matures ouverts et graines. Muséum de Toulouse.
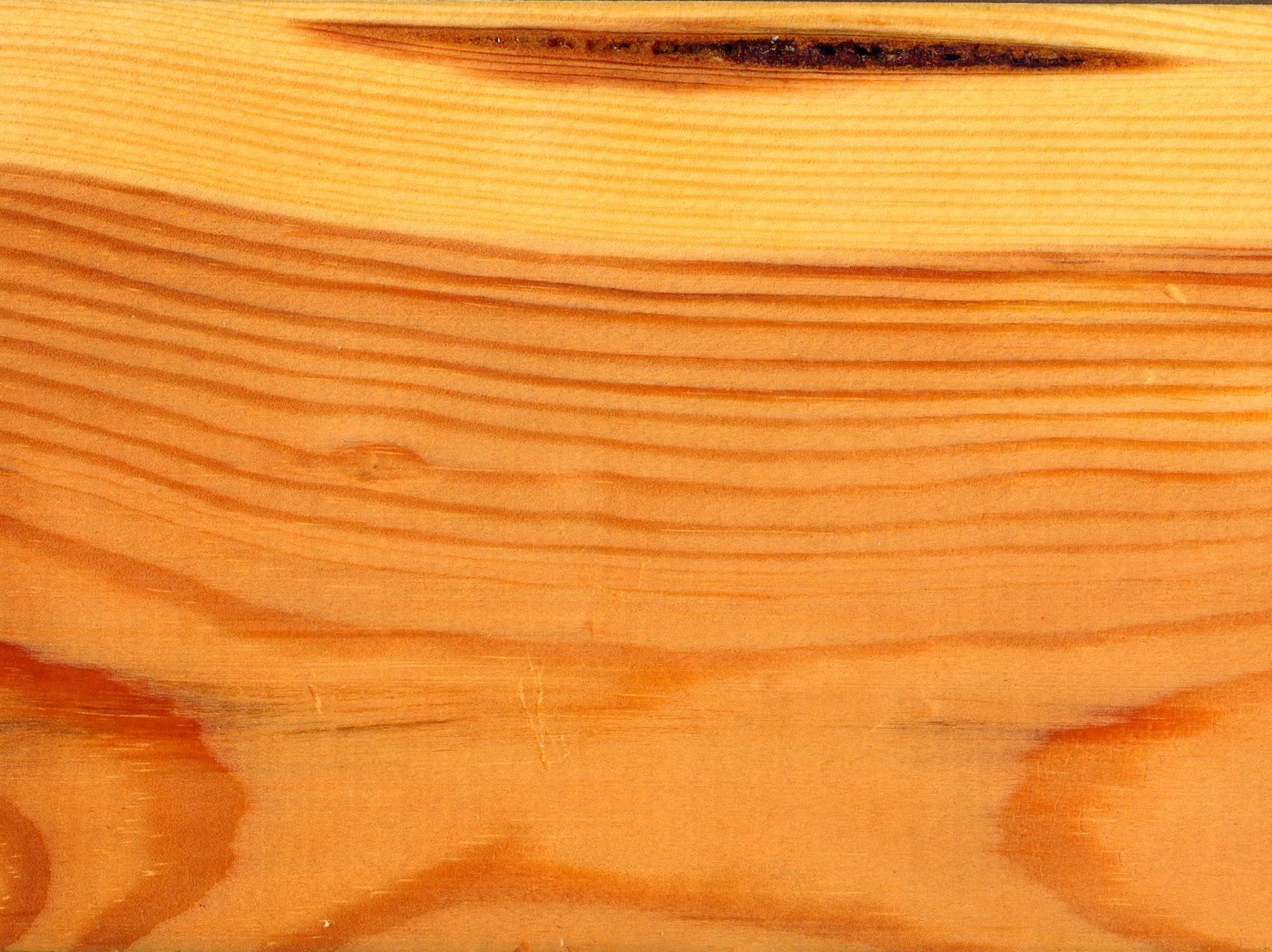
Bois à aubier différencié, canaux résinifères bien visibles, maillure incolore
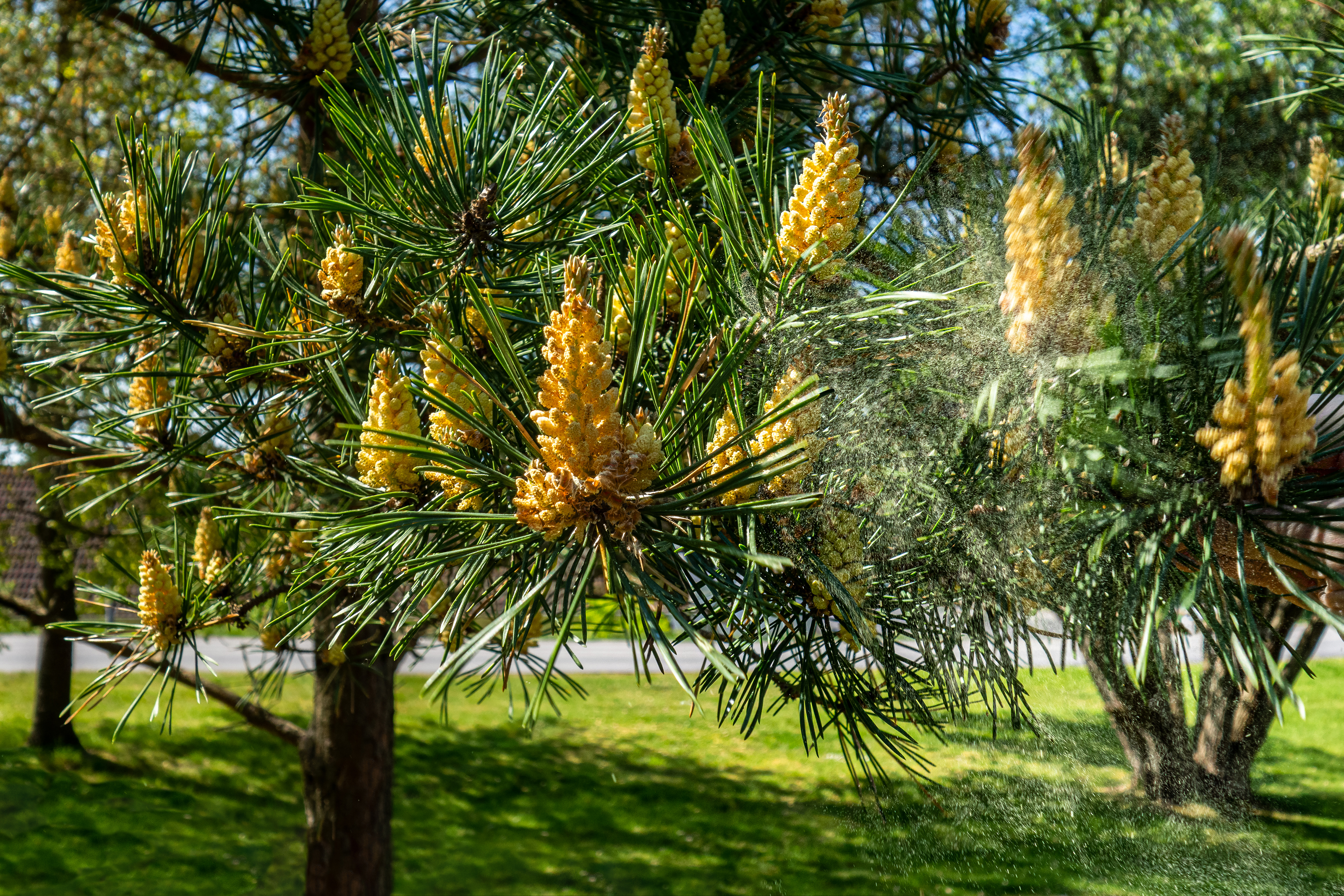
Pollen.

## Aire de répartition et habitat
Le pin sylvestre est une espèce eurasiatique. Son aire de répartition naturelle est extrêmement large. On le trouve des sierra du Sud de la péninsule Ibérique à la mer d'Okhotsk, des Highlands écossaises à la Mandchourie, des montagnes de Turquie jusqu'à l'extrême Nord sibérien là où la taïga cède à la toundra. En France, il est présent à l'état naturel en montagne dans les Vosges, le Massif central, les Pyrénées et les Alpes, en plaine, seulement dans la forêt de Haguenau,, en Alsace. De façon espacée et souvent mêlée à d'autres conifères comme l'épicéa, le sapin ou le mélèze, mais aussi des feuillus comme le bouleau ou le hêtre. Résistant à la sécheresse, au froid le plus intense, à la tempête, il couvre toute la masse septentrionale du continent eurasiatique, où selon l'habitat il prend des formes de port extrêmement diversifiées.

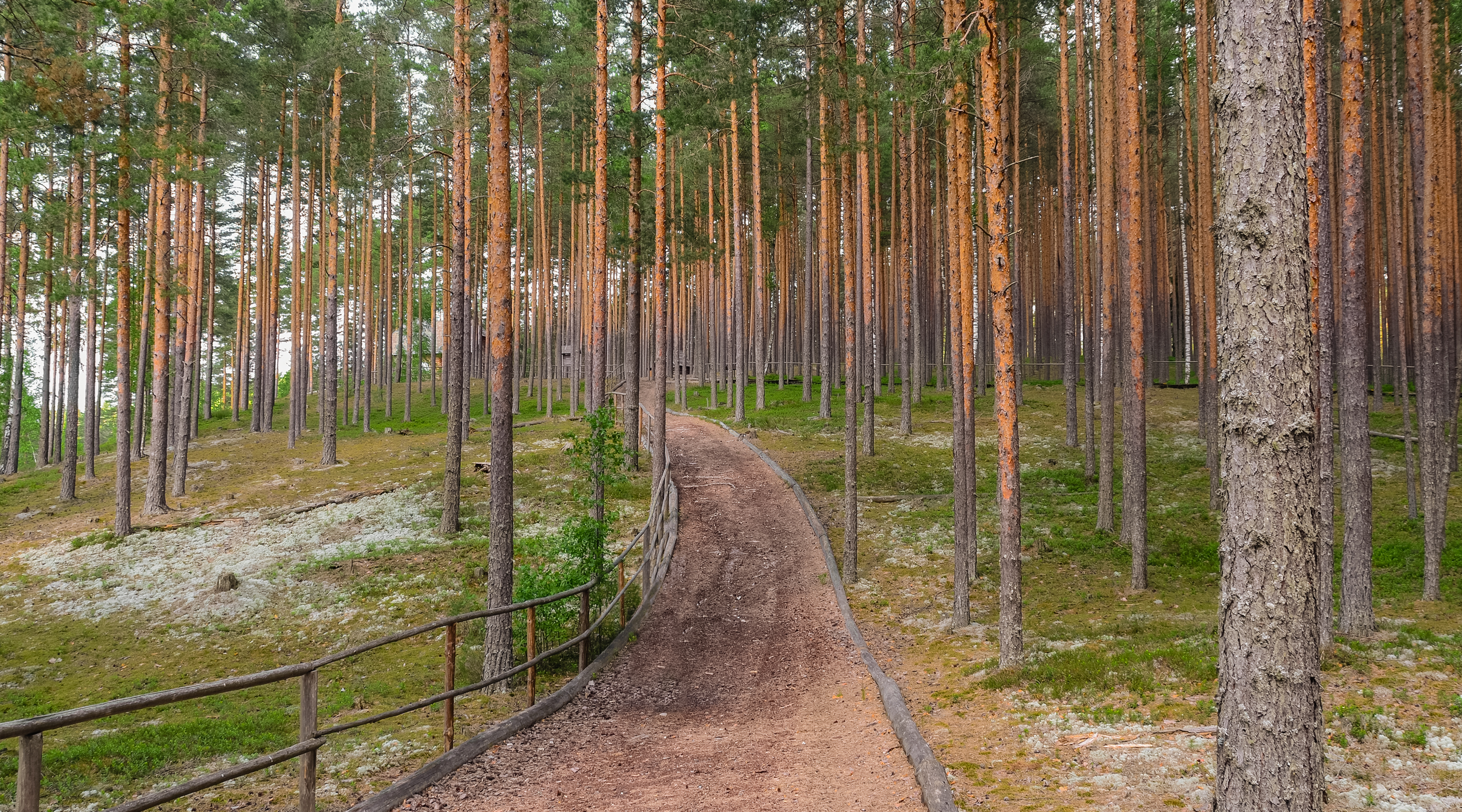
Forêt de pins sylvestres dans la réserve de Meenikunno en Estonie.
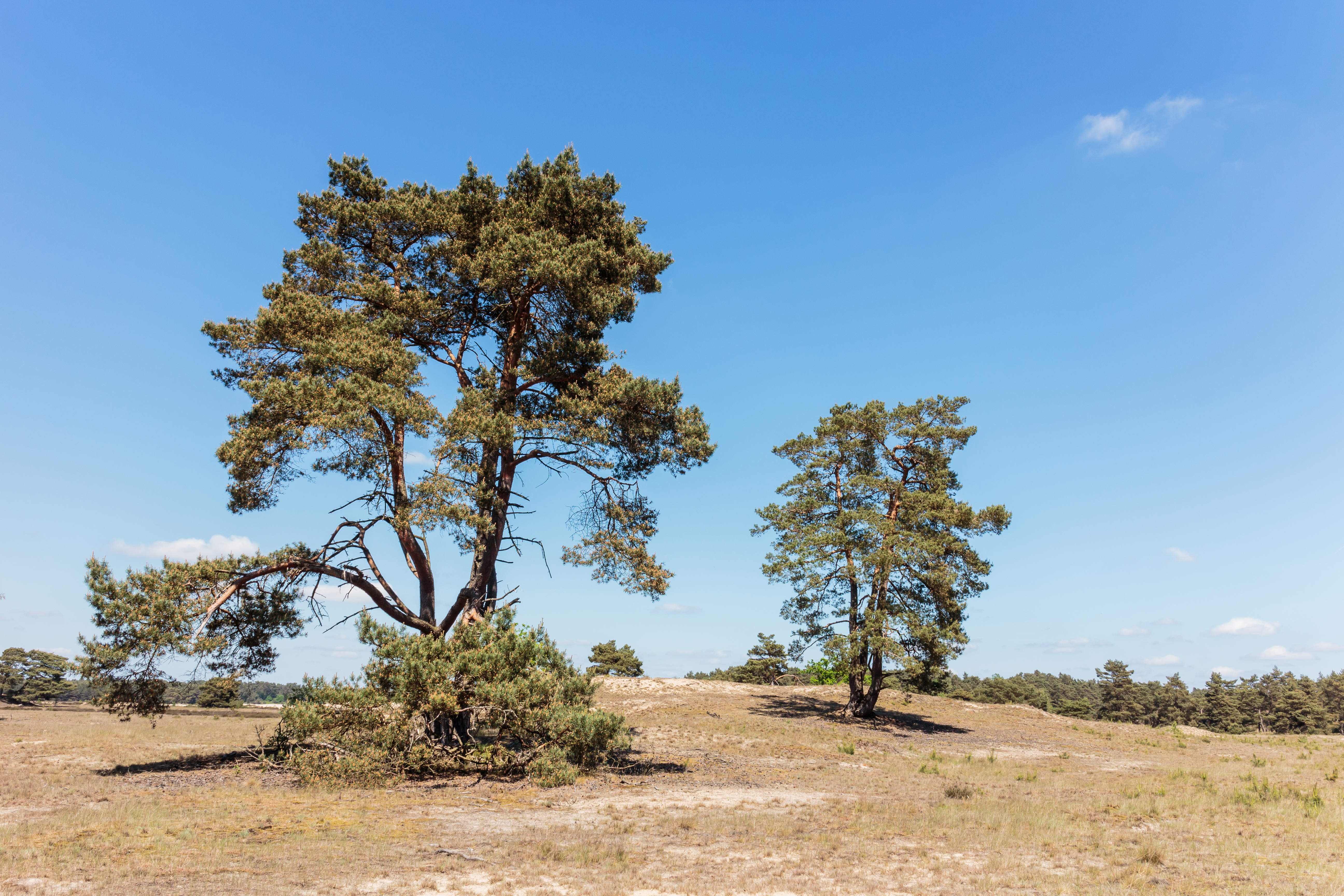
Deux pins sylvestres aux Pays-Bas.
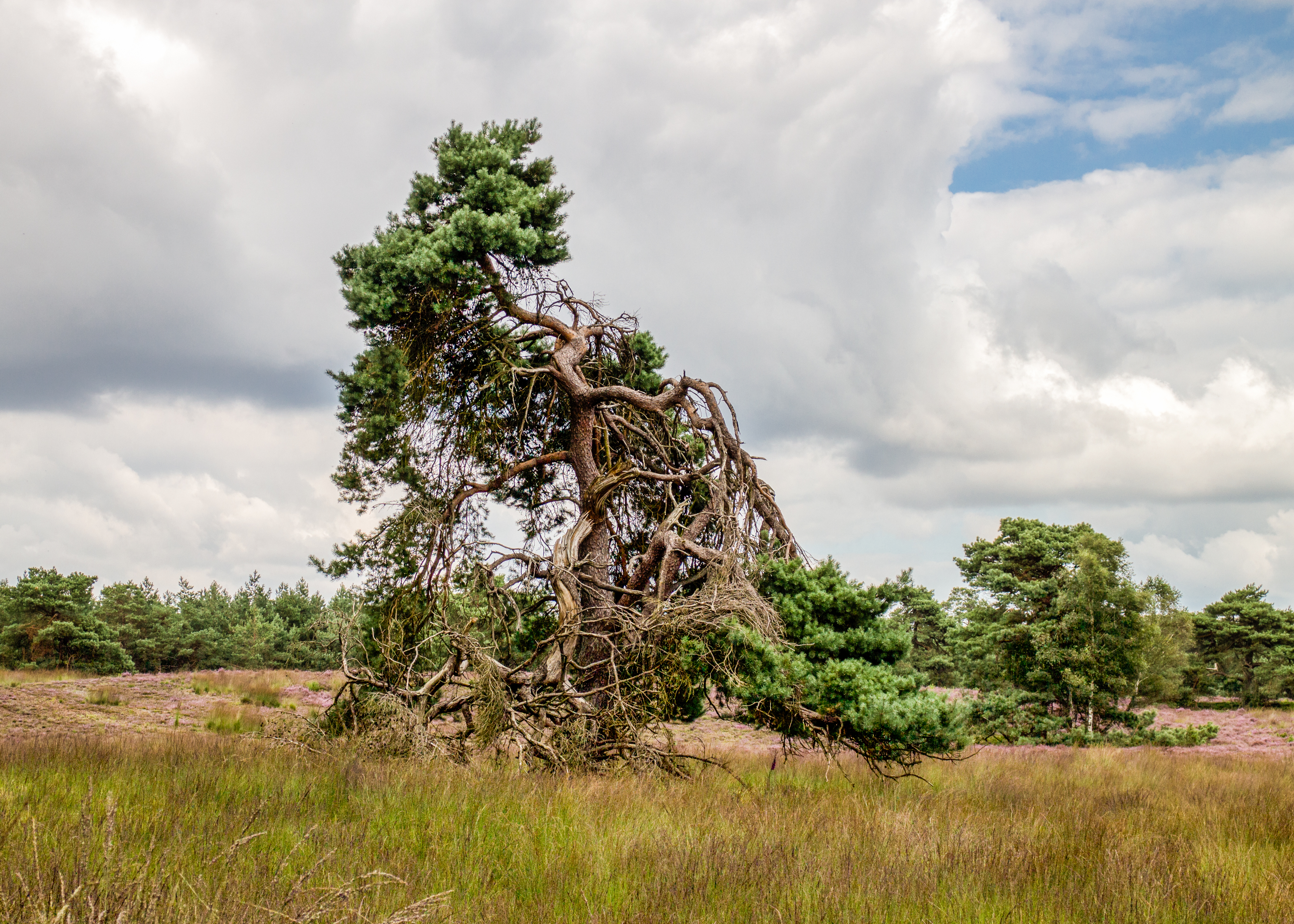
Pin sylvestre en Gueldre, aux Pays-Bas.

C'est une espèce commune des montagnes d'Europe occidentale, notamment dans l'étage montagnard sec. Il se développe également à des altitudes de plus en plus basses au fur et à mesure qu'augmente la latitude. Il a été beaucoup planté dans des parcs ou utilisée pour le reboisement, parfois loin de son aire d'origine.
Largement utilisé en reboisement, il s'est également naturalisé dans des régions où il n'était pas indigène ou dont il avait naturellement disparu. Dans les Landes de Gascogne par exemple, il est acclimaté par François Batbedat à la fin du XVIIIe siècle,, où il est cependant moins adapté que le pin maritime et donc absent du massif landais. En France, c'est aujourd'hui une essence importante en sylviculture dans les massifs montagneux, dans les forêts du Bassin parisien (enrésinement) et en Bretagne. C'est aussi une essence importante en Belgique et aux Pays-Bas, dans toute l'Allemagne (surtout la plaine du Nord où il est l'essence majoritaire), ou encore dans les îles Britanniques. Il a également été introduit en Amérique du Nord et en Nouvelle-Zélande, bien que son importance commerciale y soit moindre.
Le pin sylvestre est une essence de lumière, c'est-à-dire héliophile. Il est sensible au vent mais ne craint pas les périodes de sécheresse. Il est peu sensible au froid et il s'adapte à la plupart des sols et substrats, bien qu'il se développe moins bien sur les sols alcalins (calcaire).
Il peut pousser jusqu'à 2 000 m d'altitude dans les Alpes centrales.

### Statuts de protection, menaces
L'espèce n'est pas considérée comme étant menacée en France. Elle est classée Espèce de préoccupation mineure (LC) par l'UICN.

## Variétés
Il existe une cinquantaine de variétés de pins sylvestres décrites. La plupart du temps, il existe des intermédiaires entre les différentes variétés: les variations sont continues plutôt que brutales. Ces différences reflètent des adaptations aux conditions locales qui peuvent énormément différer les unes des autres étant donné l'amplitude géographique du Pin sylvestre.
La variété mongolica Litv. est particulièrement différente des autres. On la trouve à l'extrême est de l'aire de répartition des pins sylvestres. Elle est caractérisée par des longues aiguilles (jusqu'à 12 cm), un tronc lisse gris verdâtre et des bourgeons bruns pales.
Il existe également des pins sylvestres hybrides, notamment avec Pinus mugo et Pinus nigra.

## Utilisation
C'est une essence majeure pour l'économie forestière et du bois en Europe, particulièrement en Europe du Nord (Suède, Finlande, pays baltes) et en Europe de l'Est (Pologne, Biélorussie, Russie, etc.). 
On l'utilise surtout comme bois d’œuvre dans la construction et dans la fabrication de pâte à papier. Son bois est utilisé pour produire du déroulage de contreplaqué et dans la charpente. On en tire aussi de l'essence térébenthine.

### Construction
Il s'agit d'une des essences européennes de bois résineux les plus couramment employées pour la menuiserie et la charpenterie[réf. nécessaire] .

#### Appellation commerciale
En Belgique, on retrouve sous l'appellation commerciale « PNG » (contraction des appellations française et néerlandaise : Pin du Nord/Noords grenen) des bois équarris issus du Pin sylvestre. Mais il arrive que ce même pin sylvestre soit appelé sapin rouge ou sapin rouge du nord (abrégé SRN), dénomination commerciale qui couvre une partie de la famille des pinacées qui compte 220-250 espèces réparties en 11 genres. On peut aussi pour ce bois se référer à la dénomination commerciale anglaise, « european redwood » suivie de la provenance du bois : la même espèce de bois, lorsque son aire de répartition est grande, et c'est le cas pour le pin sylvestre, peut donner des qualités de bois très différentes, en fonction notamment du climat.

### Pharmacopée
Les bourgeons, et parfois la résine, sont utilisés pour leurs propriétés diurétiques, balsamiques[réf. nécessaire], expectorantes et antiseptiques bronchiques. Ils sont utilisés sous forme d'essence, d'huile essentielle, voire de décoction, notamment pour produire des sirops ou des pastilles contre la toux. L'huile essentielle de pin sylvestre est tonique et hypertensive, et reconnue depuis Hippocrate et l'Antiquité grecque pour soigner les malades de l'appareil respiratoire.
Par distillation sèche, il donne des huiles essentielles très utilisées contre la calvitie[réf. nécessaire].

### Autres utilisations
La résine est utilisée pour différents usages comme pour les remèdes, le colmatage des récipients et des bateaux avec la poix, et l'éclairage des habitations (torches). Les feuilles effilochées peuvent donner de la « laine » (rembourrage) pour des « coussins médicaux ».